# Diplycosia
Genre
Classification APG II (2003)
Diplycosia est un genre de plantes à fleurs de la famille des Ericaceae.

## Taxonomie
Ce genre a été décrit pour la première fois par Carl Ludwig Blume et publié dans Bijdragen Flora van Nederlandsch tot Indië 857. 1826.
Selon Plants of the World Online, c'est un synonyme de Gaultheria.

## Liste des espèces
Liste non-exhaustive des espèces du genre Diplycosia :
- Diplycosia abscondita
- Diplycosia acuminata
- Diplycosia adenothrix
- Diplycosia alboglauca
- Diplycosia amboinensis
- Diplycosia annamensis
- Diplycosia aperta
- Diplycosia apiculifera
- Diplycosia puradyatmikai

### Biographie
1. Powell, E. A. y K. A. Kron. 2001. "An analysis of the phylogenetic relationships in the wintergreen group (Diplycosia, Gaultheria, Pernettya, Tepuia; Ericaceae)". Syst. Bot. 26:808–817. [nested in Pernettya].